# Anne Élaine Cliche
Pour les articles homonymes, voir Cliche.
Anne Élaine Cliche (née le 20 mai 1959 à Val-d'Or) est une écrivaine québécoise.

## Biographie
Anne Élaine Cliche est la fille de Vital Cliche, juge de la Cour supérieure du Québec. Après ses études primaires et secondaires à Val-d'Or, elle commence des études en musique (piano) à l'École de musique Vincent-d'Indy de Montréal. Par la suite, elle poursuit ses études à l'Université d'Ottawa.
Parmi ses diplômes et certifications, elle détient un baccalauréat en musique, un baccalauréat spécialisé et une maîtrise en lettres françaises, et un doctorat en lettres françaises et québécoises de l'Université d'Ottawa.
Elle enseigne au département des lettres françaises de cette université avant de devenir professeure adjointe à l'Université de Toronto. En 1992, elle devient également professeure au département d'études littéraires de l'Université du Québec à Montréal (UQAM). Elle a notamment été la directrice de recherche de l'autrice Nelly Arcan.

## Œuvres
- Le Désir du roman, Montréal : XYZ, Théorie et littérature, 1992, 214 p.  (ISBN 2-89261-058-3)
- La Pisseuse (roman), Montréal : Triptyque, 1992, 243 p.  (ISBN 2890311473)
- La Sainte Famille (roman), Montréal : Triptyque, 1994, 242 p.  (ISBN 2-89031-194-5)
- Comédies - l'autre scène de l'écriture, Montréal : XYZ, Théorie et littérature, 1995, 167 p.  (ISBN 2-89261-133-4)
- Dire le livre - portraits de l'écrivain en prophète, talmudiste, évangéliste et saint, Montréal : XYZ, Théorie et littérature, 1998, 242 p.  (ISBN 2-89261-193-8)
- Rien et autres souvenirs (roman), Montréal : XYZ, Romanichels, 1998, 316 p.  (ISBN 2-89261-235-7)
- Poétiques du Messie : l'origine juive en souffrance, Montréal : XYZ, Collection Documents, 2007, 297 p.  (ISBN 978-2-89261-500-5)
- Mon frère Ésaü (roman), Montréal : XYZ, Romanichels, 2008.  (ISBN 978-2-89261-545-6)
- Jonas de mémoire (roman), Montréal: Le Quartanier, 2014.  (ISBN 978-2-89698-176-2)
- Tu ne te feras pas d'image. Duras, Sarraute, Guyotat (essai), Montréal: Le Quartanier, 2016.
- Le danseur de La Macaza (roman), Montréal : Le Quartanier, 2021.

## Prix et distinctions
- Prix d'excellence John Charles Polanyi
- Grand prix du livre de Montréal (1992),  La Pisseuse
- Prix J.I. Segal 2008 de la Bibliothèque publique juive de Montréal, catégorie « Littérature en français sur un thème judaïque », pour Poétiques du Messie : l'origine juive en souffrance
- Finaliste Grand prix du livre de Montréal(2014), Jonas de mémoire